# Autoroute A 585
Die Autoroute A 585 war eine geplante französische Autobahn, die die Städte Saint-Auban und Digne-les-Bains miteinander verbinden sollte. Sie sollte bei Saint-Auban von der Autobahn 51 abzweigen und auf einer Länge von 20 km bis Digne-les-Bains führen. Die Realisierung des Projektes war im Rahmen einer Konzession geplant. Die Planungen reichten bis in die 1990er Jahre zurück, das Projekt wurde jedoch aufgrund von Schwierigkeiten bei der Einschätzung der Einflussnahme auf die Umwelt und der ungeklärten Finanzierung im Jahr 2010 aufgegeben.

## Planungsgeschichte
Am 1. April 1992 wurde das Autobahnprojekt in das geplante Netz der Nationalstraßen aufgenommen. Am 16. Januar 1995 wurde die vorläufige Planung genehmigt. Am 17. September 1996 wurde die Realisierung der A585 als wichtiges Projekt für die Öffentlichkeit deklariert. Vom November 1996 bis Juni 1999 wurden eine Klage zur Annullierung der Deklaration abgewiesen. 2001 wurden die möglichen Varianten des Streckenverlaufes untersucht. Nebenbei wurde am 9. Juli 2001 das Projekt durch den Interministeriellen Ausschuss für Raumplanung bestätigt und die Durchführung einer neuen öffentlichen Befragung beschlossen. Am 14. September 2001 wurde die Deklaration des öffentlichen Nutzens für eine Dauer von 10 Jahren verlängert. Die Bestätigung des Projekts von dem Interministeriellen Ausschuss für Planung und Entwicklungsplanung erfolgte am 18. Dezember 2003. Die Unterzeichnung des Konzessionsvertrags war für das Frühjahr 2005 erwartet worden. Die Baukosten wurden auf 227 Millionen Euro geschätzt. Jedoch sollte die Region Provence-Alpes-Côte d’Azur nach dem Rückzug des Staates das Projekt finanziell stemmen, was im Juni 2005 abgelehnt wurde. Im Dezember 2005 war der Regionalrat der Region bereit, einen Teil der Baukosten in Höhe von 70 Millionen Euro zu übernehmen. Am 27. Dezember 2006 wurde der Anteil auf 140 Millionen Euro erhöht. Zudem sollten die Planungen nicht eingestellt werden und die Nutzung der Autobahn sollte mautfrei bleiben. Am 9. Juli 2010 wurde entschieden, dass ein Ausbau der Nationalstraße 85 anstatt des Autobahnprojektes realisiert werden soll.